# Paso Internacional Los Libertadores
Pour les articles homonymes, voir Paso.
Le Paso Internacional Los Libertadores (en français : col international Los Libertadores), également appelé Paso Cristo Redentor, est un passage frontière de la cordillère des Andes entre l'Argentine et le Chili. Il est situé sur la principale route entre les villes de Santiago du Chili (Chili) et la ville de Mendoza (Argentine), et permet le passage des poids-lourds entre les deux pays.
Du côté argentin, la route d'accès (Nationale 7) possède une faible déclivité jusqu'à l'entrée du tunnel située à 3 500 mètres d'altitude. Du côté chilien, la route (CH-60) présente un grand nombre de virages pour permettre aux véhicules de circuler malgré la pente importante.

## Histoire
Inauguré en 1980, le tunnel du Cristo Redentor, long de 3,08 km et situé à une altitude de 3 175 mètres, sert d'importante route terrestre entre le Chili et l'Argentine, bien qu'il soit souvent fermé en hiver en raison de la neige et des risques d’avalanches.
Son nom provient de la statue de 4 tonnes du Christ Rédempteur des Andes qui est située sur la ligne frontière à presque 4 000 mètres d'altitude.

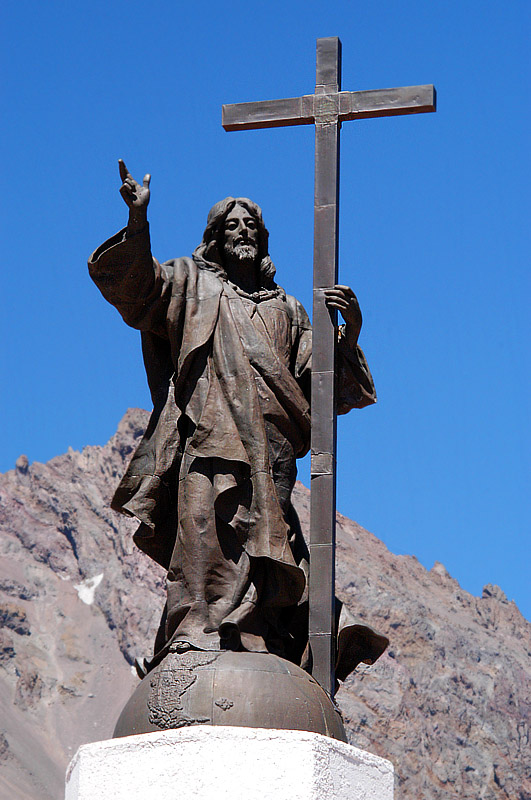
Le Christ Rédempteur des Andes.
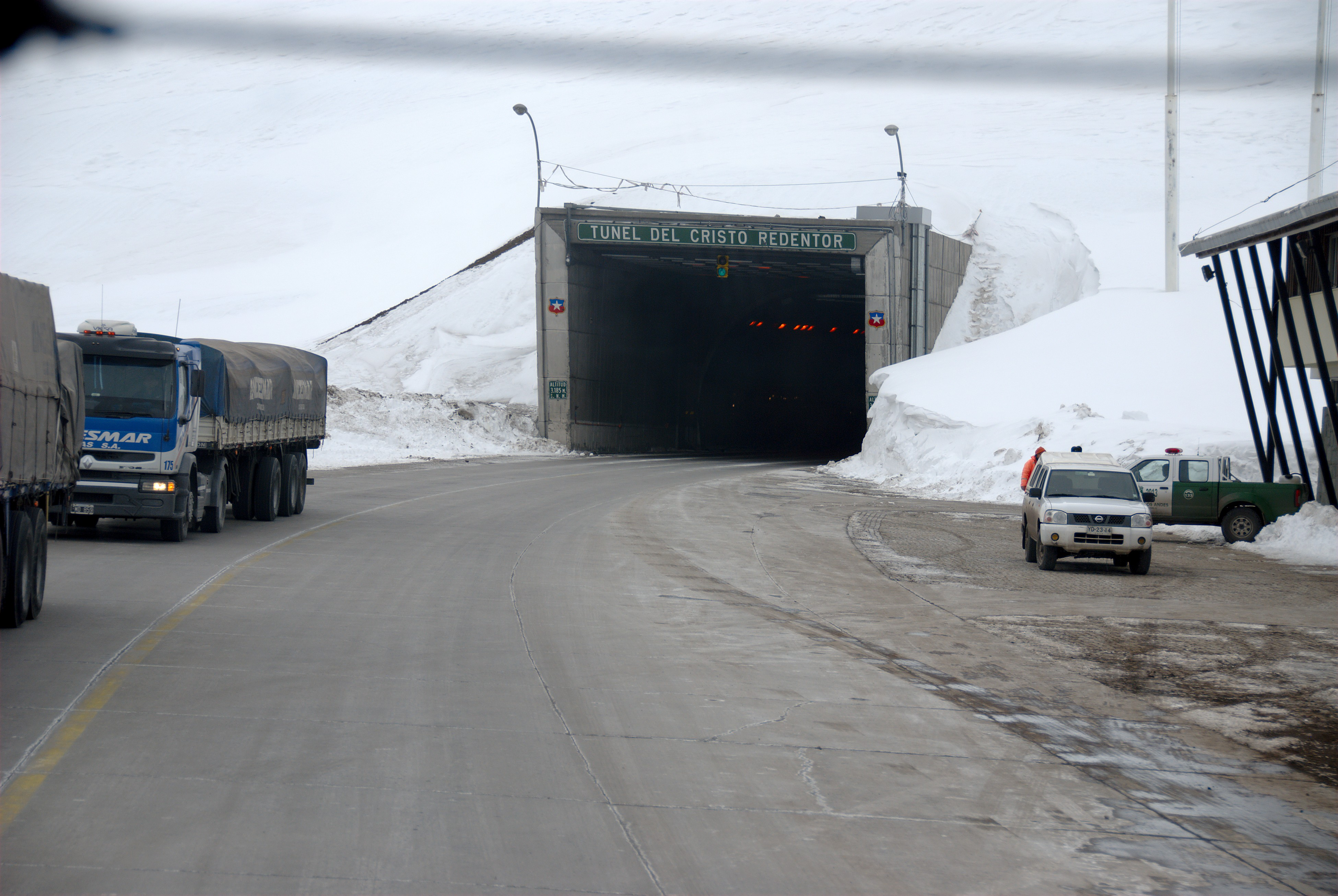
La sortie côté chilien du tunnel Cristo Redentor, en hiver.
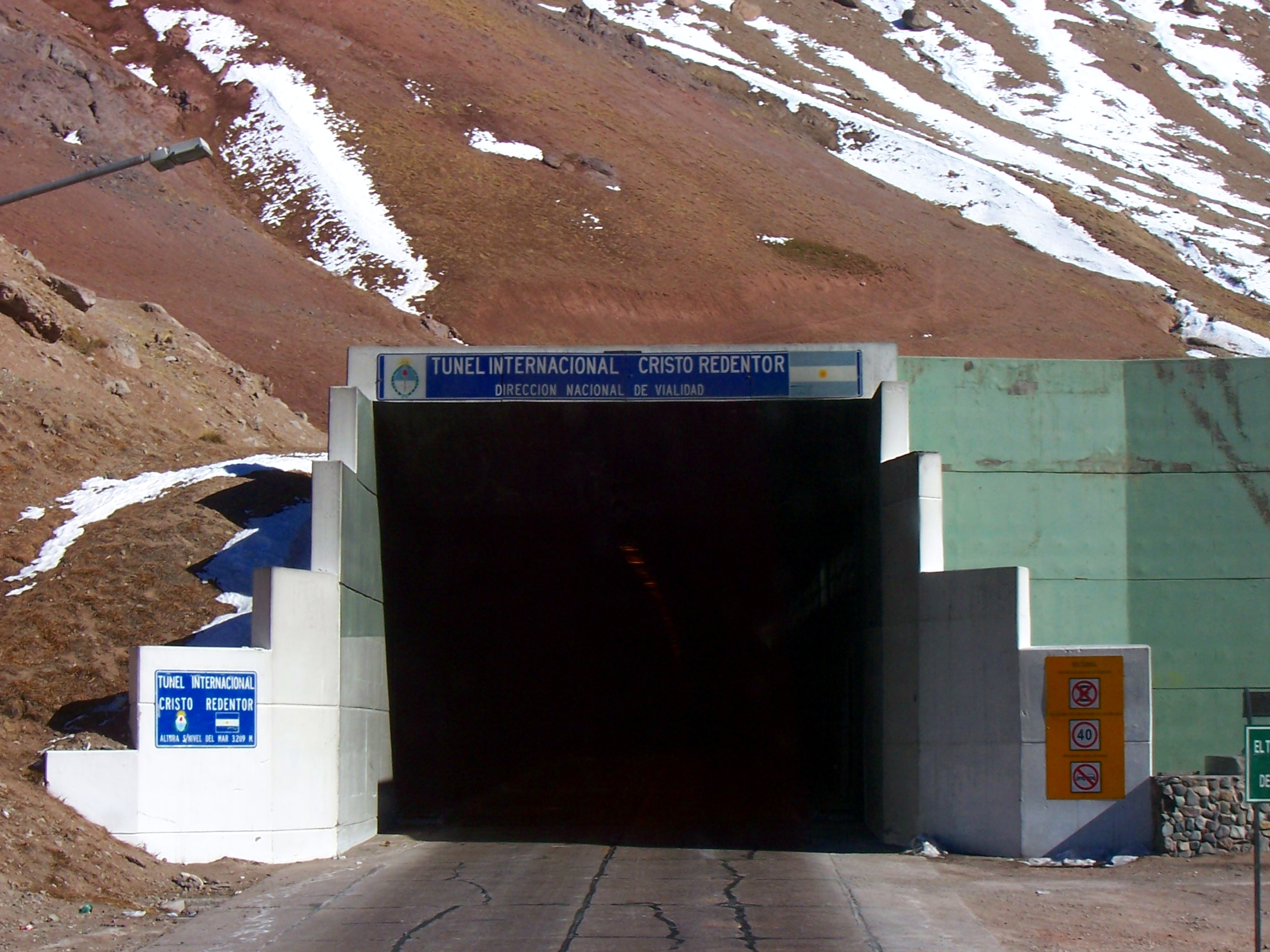
La sortie côté argentin du tunnel Cristo Redentor.